# 勒蒂希夫卡
49°43′19″N 36°46′45″E / 49.72194°N 36.77917°E
勒蒂希夫卡（烏克蘭語：Ртищівка）是位於烏克蘭東部的村莊，由哈爾科夫州丘胡伊夫区的奇卡洛夫斯凱市鎮負責管轄。該村始建於1758年，面積0.43平方公里，海拔高度124米，2001年人口43。